# Ooh La La (Coolio)
Ooh La La is een nummer van de Amerikaanse rapper Coolio uit 1997. Het is de tweede en laatste single van zijn derde studioalbum My Soul.
Het nummer is gebaseerd op een sample uit Pull Up to the Bumper van Grace Jones (1981), vandaar dat Jones, Sly and Robbie en Dana Manno ook op de credits vermeld staan als schrijver. "Ooh La La" flopte in Amerika, maar werd in een aantal Europese landen wel een (bescheiden) hit. De Nederlandse Top 40 werd niet gehaald, wel bereikte het de 5e positie in de Nederlandse Tipparade. In de Vlaamse Ultratop 50 kwam het nummer tot de 44e positie.

## Tracklijst
- 12"

1. "Ooh La La" (Tuff Jam's UVM dub) – 6:01
2. "Ooh La La" (Tuff Jam's club instrumental) – 6:26
3. "Ooh La La" (Tuff Jam's club mix) – 6:40
4. "Ooh La La" (album version) – 4:05

- CD1

1. "Ooh La La" (albumversie) – 4:05
2. "2 Minutes & 21 Seconds of Funk" – 2:24
3. "Geto Highlites" (featuring 40 Thevz) – 4:59
4. "County Line" – 2:57

- CD2

1. "Ooh La La" (radioversie) – 4:06
2. "Ooh La La" (instrumentaal) – 4:07